# Šimkaičiai
Šimkaičiai ( Samogitian : Šėmkāt ) est une ville de la municipalité de district de Jurbarkas dans le comté de Taurage en Lituanie. Selon le recensement de 2001, la ville comptait 265 habitants. Lors du recensement de 2011, la population était de 204.

## Histoire
Avant la Seconde Guerre mondiale, la ville avait une population juive. En juillet 1941, ils sont assassinés par un Einsatzgruppen.